# Tachygyna gargopa
Tachygyna gargopa là một loài nhện trong họ Linyphiidae.
Loài này thuộc chi Tachygyna. Tachygyna gargopa được miêu tả năm 1929 bởi Crosby & Bishop.